# Roberto Montoya
Roberto Montoya López (ur. 10 października 1965 w mieście Meksyk) – meksykański trener piłkarski.